# Meltripata intermedia
Meltripata intermedia är en insektsart som först beskrevs av Miller, N.C.E. 1935.  Meltripata intermedia ingår i släktet Meltripata och familjen gräshoppor. Inga underarter finns listade i Catalogue of Life.